# Giovanni Battista Vergani
Giovanni Battista Vergani (Verdello, 19 febbraio 1788 – Pavia, 16 febbraio 1865) è stato un architetto italiano.
fu professore al Liceo di Mantova (1819-41) e all'Università degli Studi di Pavia (1841-63), nonché autore di numerose architetture di ispirazione neoclassica.

## Vita e opere

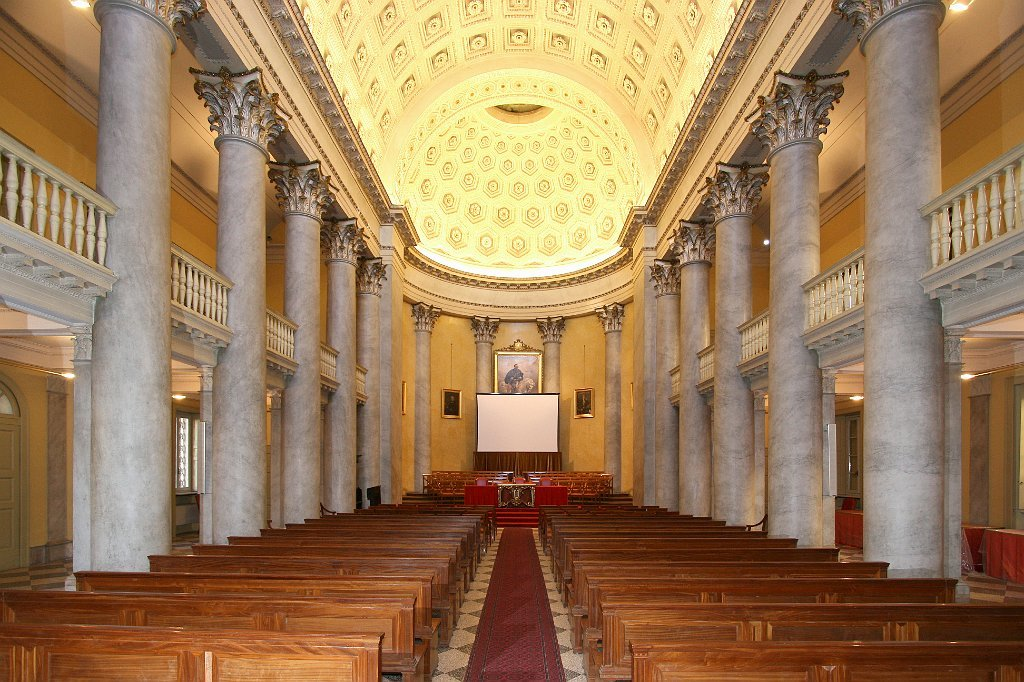
Aula Magna Università di Pavia realizzata con la direzione dei lavori del Vergani che definì i dettagli architettonici.

Mantova, Palazzo Municipale.

Diplomato all'Accademia di Belle Arti di Milano, nel 1811 ottenne una pensione per lo studio dell'architettura antica a Roma e vi rimase fino al 1819.
Nel 1819 fu chiamato all'insegnamento del disegno nel Liceo di Mantova, dove fu autore di numerose opere architettoniche, fra le quali il palazzo del seminario vescovile (1825) e la sinagoga (1834).
Nel 1841 fu trasferito all'Università di Pavia come professore ordinario di disegno d'architettura, ruolo che mantenne fino al 1863, anno in cui fu collocato a riposo e nominato professore emerito. A Pavia fu membro della commissione d'ornato e della commissione archeologica, ma ebbe minori occasioni progettuali. Si ricorda la direzione dei lavori di costruzione dell'Aula Magna dell'Università di Pavia (su progetto di Giuseppe Marchesi) e l'adattamento dell'ex convento di San Francesco da Paola a Civica Scuola di Pittura.

## Principali opere
- Chiesa dei SS. Gervasio e Protasio a Mantova (rinnovamento della facciata).
- Chiesa parrocchiale di Sant'Albino a Commessaggio (MN).
- Palazzo del Seminario vescovile a Mantova.
- Teatro comunale a Canneto sull'Oglio (MN).
- Municipio di Mantova a Mantova (rinnovamento della facciata).
- Chiesa di San Celestino I Papa a Pietole di Borgo Virgilio (MN).
- Teatro Sociale a Bozzolo (MN).
- Chiesa parrocchiale dei Santi Sette Fratelli Martiri a Pomponesco (MN).
- Chiesa di S. Antonio di Padova a Porto Mantovano (MN).
- Palazzo municipale di Canneto sull'Oglio (MN).
- Villa Sagramoso-Pisani a Porto Mantovano (MN).
- Aula Magna dell'Università di Pavia (direzione dei lavori).
- Scuola di pittura nell'ex convento di San Francesco da Paola a Pavia.
- Cimitero di Pavia (progetto non realizzato).